# Vachellia

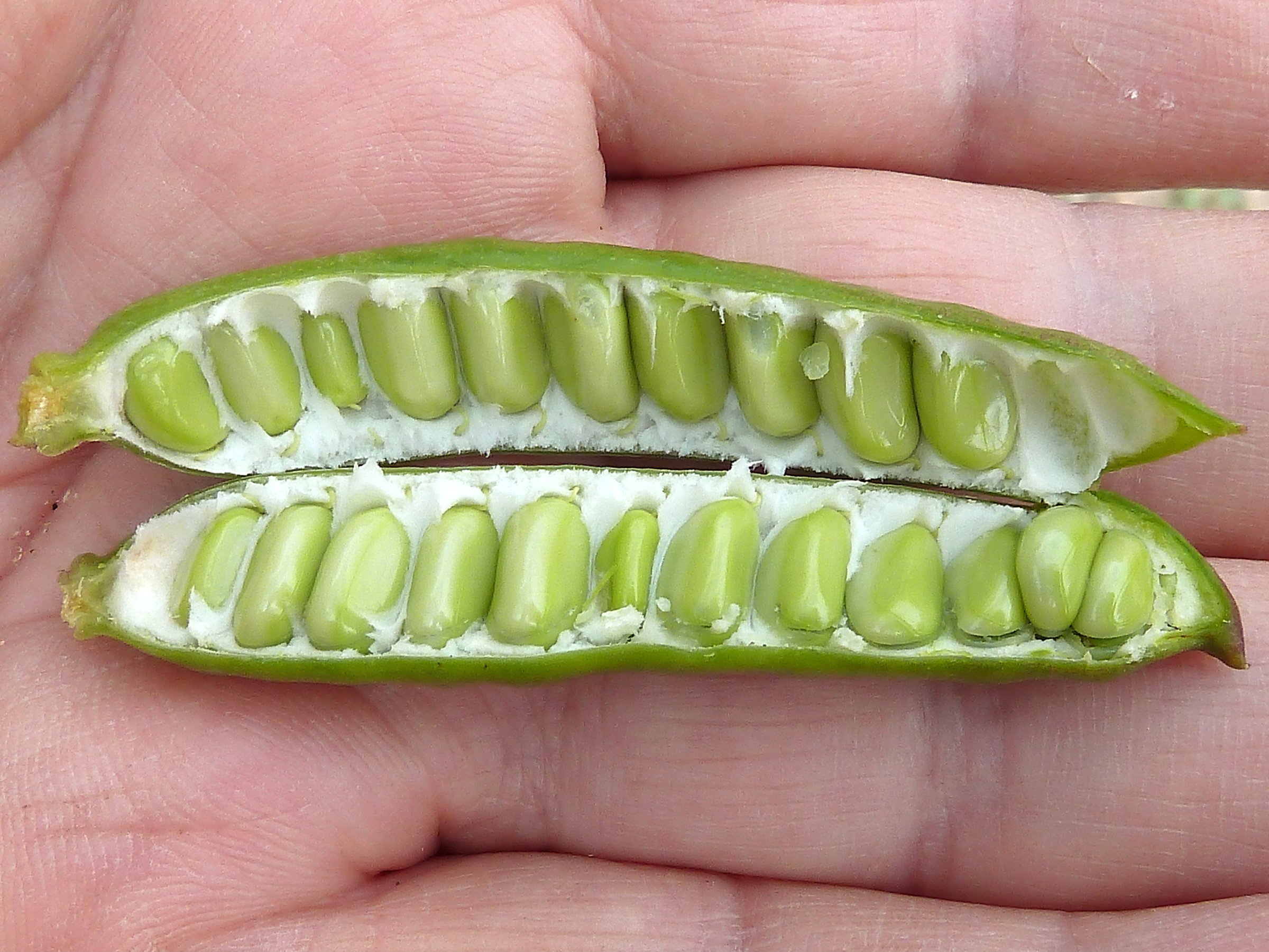
Un ejemplo de fruto de Vachellia: legumbre inmadura abierta con sus 2 hileras de semillas sumergidas en una pulpa esponjosa (Vachellia farnesiana).

Vachellia es un género de plantas de la familia de las fabáceas. Comprende 721 especies descritas y de estas, solo 162 aceptadas. Corresponde al antiguo género Acacia G.S.Mill. pro. parte, o sea el subgénero Acacia Vassal y se reintrodujó como taxón con el desmembramiento del género Acacia sensu lato en 2005. Es originario de América, las Antillas y África.

## Descripción
Se trata de arbustos o árboles, con ramas y ramillas provistas de espinas estipulares rectas, hojas bipinnadas con 4-8 pares de pinnas  y glándulas debajo del primer par y a menudo del último, y con 10-20 pares de foliolos oblongos lineales prácticamente glabros y con peciolo más o menos pubescente. Las inflorescencias son constituidas por 2-3 capítulos globulares sostenidos por pedúnculos más o menos pubescentes y que agrupan flores hermafroditas con cáliz pentalobulado y corolla tubular de 5 o 6 dientes, mientras los estambres, libres, son numerosos. Los frutos  -cuyos caracteres, entre otros, son distintivos del género-  son legumbres más o menos cilíndricas, hinchadas, parcialmente dehiscentes, con una o dos hileras de semillas sumergidas en una pulpa esponjosa y aromática.

## Taxonomía
El género fue descrito por Robert Wight & George Arnott Walker-Arnott y publicado en Prodromus Florae Peninsulae Indiae Orientalis, vol. 1, p. 272 en 1834. La especie tipo es: Vachellia farnesiana (L.) Wight & Arn.

### Etimología
Vachellia, nombre genérico dedicado al Reverendo George Harvey Vachell (1799-1839), capellán de la fábrica de la British East India Company en Macao, colector de plantas de China.

## Especies
A continuación se brinda un listado de las especies del género Vachellia aceptadas hasta 2014, ordenadas alfabéticamente. Para cada una se indica el nombre binomial seguido del autor, abreviado según las convenciones y usos.
- Vachellia abyssinica (Hochst. ex Benth) Kyal. & Boatwr.
- Vachellia acuifera (Benth.) Seigler & Ebinger
- Vachellia albicorticata (Burkart.) Seigler & Ebinger
- Vachellia allenii (D.H. Janzen) Seigler & Ebinger
- Vachellia amythethophylla (Steud. ex A Rich.) Kyal. & Boatwr.
- Vachellia ancistroclada (Brenan) Kyal. & Boatwr.
- Vachellia anegadensis (Briton) Seigler & Ebinger
- Vachellia antunesii (Harms) Kyal. & Boatwr.
- Vachellia arenaria (Schinz) Kyal. & Boatwr.
- Vachellia aroma (Gillies ex Hook. & Arn.) Seigler & Ebinger
- Vachellia astringens (Gillies ex Hook. & Arn.) Speg.
- Vachellia azuana (Gillies ex Hook. & Arn.) Speg.
- Vachellia baessleri H.D.Clark, Seigler & Ebinger
- Vachellia barahonensis (Urb. & Ekman) Seigler & Ebinger
- Vachellia bavazzanoi (Pic.Serm.) Kyal. & Boatwr.
- Vachellia belairioides (Urb.) Seigler & Ebinger
- Vachellia bellula (Drake) Boatwr.
- Vachellia biaciculata (S.Watson) Seigler & Ebinger
- Vachellia bidwillii (Benth.) Kodela
- Vachellia bilimekii (J.F.Macbr.) Seigler & Ebinger
- Vachellia bolei (R.P.Subhedar) Ragup., Seigler, Ebinger & Maslin
- Vachellia borleae (Burtt Davy) Kyal. & Boatwr.
- Vachellia brandegeeana (I.M.Johnst.) Seigler & Ebinger
- Vachellia bravoensis (Isely) Seigler & Ebinger
- Vachellia bucheri (Vict.) Seigler & Ebinger
- Vachellia bullockii (Brenan) Kyal. & Boatwr.
- Vachellia campechiana (Mill.) Seigler & Ebinger
- Vachellia caven (Molina) Seigler & Ebinger - Aroma de Chile o Caven de Chile[15]
- Vachellia clarksoniana (Pedley) Kodela
- Vachellia collinsii (Saff.) Seigler & Ebinger
- Vachellia cookii (Saff.) Seigler & Ebinger
- Vachellia cornigera (L.) Seigler & Ebinger
- Vachellia ditricha (Pedley) Kodela
- Vachellia douglasica (Pedley) Kodela
- Vachellia drepanolobium (Harms ex Sjostedt) P.J.H. Hurter
- Vachellia eburnea (L. f.) P.J.H. Hurter & Mabb.
- Vachellia erioloba (E. Mey.) P.J.H. Hurter
- Vachellia erythrophlea (Brenan) Kyal. & Boatwr.
- Vachellia etbaica (Schweinf.) Kyal. & Boatwr.
- Vachellia exuvialis (I.Verd.) Kyal. & Boatwr.
- Vachellia farnesiana (L.) Wight & Arn.
- Vachellia fischeri (Harms) Kyal. & Boatwr.
- Vachellia flava (Forssk.) Kyal. & Boatwr.
- Vachellia flexuosa (Humb. & Bonpl. ex Willd.) Forero & C. Romero
- Vachellia gentlei (Standl.) Seigler & Ebinger
- Vachellia gerrardii (Benth.) P.J.H.Hurter
- Vachellia × gladiata (Saff.) Seigler & Ebinger
- Vachellia glandulifera (S.Watson) Seigler & Ebinger
- Vachellia globulifera (Saff.) Seigler & Ebinger
- Vachellia grandicornuta (Gerstner) Seigler & Ebinger
- Vachellia guanacastensis (H.D. Clarke, Seigler & Ebinger) Seigler & Ebinge
- Vachellia gummifera (Willd.) Kyal. & Boatwr.
- Vachellia haematoxylon (Willd.) Seigler & Ebinger
- Vachellia harala (Thulin & Al-Grifi) Ragup., Seigler, Ebinger & Maslin
- Vachellia harmandiana (Pierre) Maslin, Seigler & Ebinger
- Vachellia ebeclada (DC.) Kyal. & Boatwr.
- Vachellia hindsii (Benth.) Seigler & Ebinger
- Vachellia hockii (De Wild.) Seigler & Ebinger
- Vachellia horrida (L.) Kyal. & Boatwr.
- Vachellia hunteri (Oliv.) Ragup., Seigler, Ebinger & Maslin
- Vachellia inopinata (Prain) Maslin, Seigler & Ebinger
- Vachellia insulae-iacobi (L.Riley) Seigler & Ebinger
- Vachellia jacquemonti (Benth.) Ali
- Vachellia janzenii (Ebinger & Seigler) Seigler & Ebinger
- Vachellia johnwoodii (Boulos) Ragup., Seigler, Ebinger & Maslin
- Vachellia karroo (Hayne) Banfi & Galasso
- Vachellia kingii (Prain) Maslin, Seigler & Ebinger
- Vachellia kirkii (Oliv.) Kyal. & Boatwr.
- Vachellia koltermanii R.G.García, M.M.Mejía, Ebinger y Seigler
- Vachellia kosiensis (P.P.Sw. ex Coates Palgr.) Kyal. & Boatwr.
- Vachellia lahai (Steud. & Hochst. ex Benth.) Kyal. & Boatwr.
- Vachellia lasiopetala (Oliv.) Kyal. & Boatwr.
- Vachellia latispina (J.E.Burrows) Kyal. & Boatwr.
- Vachellia leucophloea (Roxb.) Maslin, Seigler & Ebinger
- Vachellia leucospira (Brenan) Kyal. & Boatwr.
- Vachellia luederitzii (Engl.) Kyal. & Boatwr.
- Vachellia macracantha (Humb. & Bonpl. ex Willd.) Seigler & Ebinger
- Vachellia nilotica (L.) P.J.H. Hurter & Mabb.
- Vachellia pachyphloia (W. Fitzg.) Kodela
- Vachellia pallidifolia (Tindale) Kodela
- Vachellia pennatula (Schltdl. & Cham.) Seigler & Ebinger
- Vachellia ruddiae (D.H. Janzen) Seigler & Ebinger
- Vachellia seyal (Delile) P.J.H. Hurter
- Vachellia suberosa (A. Cunn. ex Benth.) Kodela
- Vachellia sutherlandii (F. Muell.) Kodela
- Vachellia tortilis (Forssk.) Galasso & Banfi
- Vachellia tortuosa (L.) Seigler & Ebinger, denominada en Venezuela ahogagato.[16]
- Vachellia valida (Tindale & Kodela) Kodela
- Vachellia xanthophloea (Benth.) P.J.H. Hurter[17]